# Die Teufelswand
Die Teufelswand (tschech. Čertova stěna) ist eine Oper in drei Akten von Bedřich Smetana, das Libretto wurde von Eliška Krásnohorská verfasst. Die Uraufführung fand am 29. Oktober 1882 im Interimstheater in Prag statt.

## Handlung
Peter Vok möchte aus unglücklicher Liebe ein Mönch werden, sein Diener Jarek will ihn begleiten und muss daher Abschied von seiner Geliebten Katuška nehmen. Doch Voks Pläne werden durchkreuzt: Er verliebt sich in Hedvika. Nun tritt Rarach (der Teufel) in Person des Einsiedlers Beneš auf; der Teufel ermuntert Vok, doch ins Kloster zu gehen. Nachdem ihn das Volk bedrängt, ist Vok geneigt, zu heiraten, aber nur wenn eine ihn liebende Frau ins Kloster kommt, um ihn zu holen. Um dies zu verhindern und das Kloster mit Vok zu zerstören, baut der Teufel eine Mauer in der Moldau. Jarek und Hedvika können sie aber überwinden, da sie sich für Vok opfern, und das Stück geht gut aus.

## Orchester
Die Orchesterbesetzung der Oper umfasst die folgenden Instrumente:
- Holzbläser: Piccoloflöte, zwei Flöten, zwei Oboen, zwei Klarinetten, zwei Fagotte
- Blechbläser: vier Hörner, zwei Trompeten, drei Posaunen
- Pauken, Schlagzeug: Becken, Triangel
- Harfe
- Streicher
- Bühnenmusik: zwei Trompeten

## Werkgeschichte
Die Uraufführung am 29. Oktober 1882 im Interimstheater in Prag dirigierte Adolf Čech. Es sangen Josef Lev (Vok Vítkovic), Betty Fibichová (Záviš), Antonín Vávra (Jarek), Irma Reichová (Hedvika), Adolf Krœssing (Michálek), Marie Zhofie Sittová (Katuška), Frantishek Hynek (Beneš) und Josef Chlumeckÿ (Teufel Rarach).